# Henryk Jabłoński
Henryk Jan Jabłoński (Waliszewo, 27 december 1909 - Warschau, 27 januari 2003), was een Pools communistisch staatsman. Van 1972 tot 1985 was hij staatshoofd van de Volksrepubliek Polen.
Jabłoński werd in 1931 lid van de Poolse Socialistische Partij (PPS). In 1939 week hij uit naar het buitenland en vocht hij tegen de Duitsers in Noorwegen en was daarna lid van het Franse verzet. In 1945 werd hij lid van het spoedig door communisten gedomineerde Nationale Vaderlandse Raad. Van 1946 tot 1948 maakte hij deel uit van het partijbestuur van de PPS. Na de fusie van de Poolse Socialistische Partij met de Poolse Arbeiderspartij trad Jabłoński toe tot de nieuwe Poolse Verenigde Arbeiderspartij (PZPR). Van 1947 tot 1972 was hij lid van de Sejm. Van 1948 tot 1981 was hij lid van het Centraal Comité van de PZPR.
Henryk Jabłoński was vanaf 1948 hoogleraar aan de Universiteit van Warschau. In 1952 werd hij lid van de Poolse Academie van Wetenschappen.
Op 28 maart 1972 werd hij op voordracht van partijsecretaris Edward Gierek tot Voorzitter van de Staatsraad van Polen gekozen (= staatshoofd), een functie die hij tot 6 november 1985 vervulde, toen hij door generaal Wojciech Jaruzelski werd opgevolgd.
Henryk Jabłoński was van 1976 tot 1983 voorzitter van het Verenigd Nationaal Front. Van 1983 tot 1990 was hij voorzitter van het (machtige) Verbond van Oud-strijders.
- Bibliothèque nationale de France: cb121081809 (data)
- Gemeinsame Normdatei: 132892464
- International Standard Name Identifier: 0000 0001 0786 7617
- Library of Congress Control Number: n80145090
- Nationale Bibliotheek van Tsjechië: js20020812102
- Nationale Bibliotheek van Israël: 987007279109705171
- Nationale Bibliotheek van Polen: a0000001179451
- Nederlandse Thesaurus van Auteursnamen: 173830331
- Réseau des bibliothèques de Suisse occidentale: 02-A003415007
- Istituto Centrale per il Catalogo Unico: DDSV405646
- Système universitaire de documentation: 029458900
- Virtual International Authority File: 100276731
- WorldCat: E39PBJrwR4qdrPbpjb48jkQH4q